# لونا فولغينسيو
لونا فولغينسيو (بالإسبانية: Luna Fulgencio)‏ هي ممثلة إسبانية، ولدت يوم 5 فبراير 2011 في مدريد في إسبانيا.

## روابط خارجية
- لونا فولغينسيو على موقع IMDb (الإنجليزية)
- لونا فولغينسيو على موقع روتن توميتوز (الإنجليزية)
- لونا فولغينسيو على موقع ألو سيني (الفرنسية)